# Pawpawsaurus campbelli
Pawpawsaurus campbelli es la única especie conocida del género extinto Pawpawsaurus («Reptil de Paw Paw») de dinosaurio tireóforo nodosáurido, que vivió a mediados del período Cretácico, hace aproximadamente entre 111 y 99 millones de años, en el Albiense, en lo que es hoy Norteamérica. 

## Descripción
Según las dimensiones del cráneo, se cree que Pawpawsaurus medía aproximadamente 4,5 metros de largo, 1.5 de alto y una tonelada de peso. El cráneo tiene el tabique incompleto y ningún paladar secundario sin faltarle ninguna pieza, terminaba en un pico córneo y un modelo único de placas cutáneas encima del cráneo. Es el primer nodosáurido en haber sido encontrado con los párpados óseos. El cráneo de Pawpawsaurus tiene algunas semejanzas notables al de Silvisaurus, tal como la presencia de dientes en el premaxilar y la restricción del paladar secundario óseo a la porción rostral de la región palatal.
Pawpawsaurus se conoce por un cráneo completo y relativamente bien conservado. El cráneo es lo suficientemente completo como para que un estudio de 2016 pudiera identificar y reconstruir el cerebro, las cavidades nasales y el oído interno del espécimen, y realizar una tomografía computarizada para encontrar nuevas características anatómicas.
El cerebro de Pawpawsaurus es muy similar al de otros anquilosaurianos, pero junto con taxones más derivados es muy diferente de Kunbarrasaurus. El cerebro tiene un 30 % de la longitud del cráneo, muy similar a Panoplosaurus, más alto que Euoplocephalus y más bajo que Kunbarrasaurus. El cerebro de Pawpawsaurus mide 96 milímetros de largo y 35 milímetros de ancho. El oído interno también es similar a los anquilosaurianos con la exclusión de Kunbarrasaurus, que mide 27 milímetros de alto y 15,5 milímetros de ancho al nivel de los canales semicirculares. Las cavidades nasales de Pawpawsaurus se asemejan a las de Panoplosaurus y Euoplocephalus , aunque las medianas divisorias delgadas no se conservan ya que probablemente eran cartilaginosas.

## Descubrimiento e investigación
Pawpawsaurus, proviene del condado de Tarrant, Texas, descubierto el 5 de mayo de 1992. Se basa en un cráneo completo, al que le faltan las mandíbulas, proveniente de los sedimentos marinos de la Formación Paw Paw perteneciente al Grupo Wachita y descrito por Y. N. Lee en 1996.

## Clasificación
La Formación Paw Paw ha producido otro nodosáurido, Texasetes (Coombs, 1995), que puede resultar siendo un sinónimo más moderno de Pawpawsaurus. Vickaryous et al. en 2004, han indicado que Sauropelta edwardsorum, Silvisaurus condrayi y Pawpawsaurus campbelli forman parte de una politomia básica jerarquizada profundamente a Cedarpelta bilbeyhallorum.

## Paleobiología
Pawpawsaurus era primitivo en lo que respecta a sus habilidades sensoriales en comparación con los anquilosaurianos posteriores. Tomografías computarizadas de su cráneo y cerebro por Paulina-Carabajal et al. reveló que la audición de Pawpawsaurus estaba a la par con la de los cocodrilos modernos, lo que indica que su audición era relativamente pobre. Mientras tanto, su sentido del olfato, aunque no tan avanzado como el de los anquilosaurianos posteriores, era aún más poderoso y agudo que muchos de los terópodos existentes en ese momento gracias a sus grandes cavidades nasales. Las cavidades nasales agrandadas de Pawpawsaurus probablemente también habrían sido útiles para enfriar la sangre que ingresaba al cerebro, encontrar comida y posibles parejas, o alertarlo sobre un peligro.